# Paulo Rocha (ator)
Paulo Jorge Rodrigues Rocha (Setúbal, 27 de maio de 1977) é um ator português.

## Biografia
Filho adotivo do cenógrafo, figurinista e pintor José Costa Reis, foi criado pela avó.
Criado na Casa do Gaiato de Setúbal, estudou Teatro, vertente de Interpretação, na Escola Profissional de Teatro de Cascais de 1994 a 1996. No último desses anos estreava-se como profissional na peça Crime da Aldeia Velha de Bernardo Santareno, dirigido por Carlos Avilez, no Teatro Nacional D. Maria II.
Com o mesmo encenador trabalhou no Teatro Experimental de Cascais (1997 - A Dama das Camélias de Alexandre Dumas e D. Quixote de Yves Javiaque, 1998 - Auto da Barca do Inferno e Auto da Índia de Gil Vicente, 2000 - Desobediência de Luiz Francisco Rebello, 2004 - Doce Pássaro da Juventude de Tennessee Williams). Foi ainda dirigido por Maria Emília Correia, Almeno Gonçalves e Luís Esparteiro.
Em 2000 voltou ao Teatro Nacional com Real Caçada ao Sol de Peter Shaffer (encenação de Carlos Avilez).
Em 2011, Paulo Rocha se muda para o Brasil, para interpretar o português Guaracy da novela da Rede Globo, Fina Estampa. O convite foi feito pelo autor da novela, Aguinaldo Silva, que gostou de sua actuação na novela portuguesa Vingança.
Em 2012 aceitou o convite do autor Sílvio de Abreu, e do diretor Jorge Fernando para interpretar o fotógrafo Fábio Marino, parte de um triângulo amoroso com os personagens de Mariana Ximenes e Reynaldo Gianecchini, na novela Guerra dos Sexos. No ano seguinte faz o vilão Cacá no filme Didi, O Peregrino feito para um especial de TV da Globo.
Em 2014 integra o elenco de Império, sua segunda novela com Aguinaldo Silva, interpretando o falsificador de quadros Orville Neto. Em 2015 interpreta o vilão Dino na novela Totalmente Demais. Em  Novo Mundo, vive Avillez, um general que quer tirar D.Pedro do poder.
Em 2018 vive o médico José Aranha, um dos setes guardiões da fonte, na sua terceira novela de Aguinaldo Silva, O Sétimo Guardião, contracenando com Elizabeth Savalla e Vanessa Giácomo. Integrando também, o elenco da minissérie Se Eu Fechar Os Olhos Agora, como o açougueiro Joel.
Entra em Éramos Seis em 2019, como Felício, um homem desquitado que se envolve com Isabel (Giulia Buscaccio).

## Vida pessoal
Paulo Rocha tem uma relação com a psicóloga brasileira Juliana Pereira da Silva, com quem tem um filho, José Francisco, nascido a 23 de maio de 2018.

## Filmografia
| Ano       | Canal           | Título                      | Personagem                     | Notas                                            |
| --------- | --------------- | --------------------------- | ------------------------------ | ------------------------------------------------ |
| 1997      | RTP             | Riscos                      | Rick                           | Episódio: "4 de outubro"                         |
| 2001      | RTP             | A Senhora das Águas         | Rodrigo dos Ramos Salgueiro    |                                                  |
| 2001–2002 | RTP             | Fábrica das Anedotas        | Vários personagens             |                                                  |
| 2002      | TVI             | Super Pai                   | Fotógrafo                      | Episódio: "Amor em Tempo de Guerra"              |
| 2002–2003 | SIC             | O Olhar da Serpente         | Demétrio                       |                                                  |
| 2003–2005 | TVI             | Coração Malandro            | Pedro Teixeira                 |                                                  |
| 2003–2004 | TVI             | O Teu Olhar                 | Duarte Silvestre               |                                                  |
| 2003      | TVI             | Ana e os Sete               | Miguel                         | Episódios: "4–5 de outubro"                      |
| 2004      | TVI             | Inspector Max               | Nuno                           | Episódio: "Último Jantar" Episódio: "O Concerto" |
| 2004      | SIC             | Maré Alta                   | Passageiro do navio            | Episódio: "29 de agosto"                         |
| 2004      | TVI             | O Prédio do Vasco           | Médico 2                       | Episódio: "13 de dezembro"                       |
| 2005      | TVI             | Inspector Max               | Alberto                        | Episódio: "Último Jantar"                        |
| 2005      | TVI             | Ninguém Como Tu             | Rafael                         |                                                  |
| 2005–2006 | TVI             | Morangos com Açúcar         | Frederico "Fred" Oliveira      |                                                  |
| 2007      | SIC             | Vingança                    | Rodrigo Lacerda                |                                                  |
| 2007–2008 | SIC             | Resistirei                  | Diogo Moreno                   |                                                  |
| 2008–2009 | SIC             | Podia Acabar o Mundo        | Helder Simões                  |                                                  |
| 2009–2010 | SIC             | Perfeito Coração            | Vasco Cardoso                  |                                                  |
| 2010      | RTP             | Liberdade 21                | Vários personagens             | Episódio: "7 de janeiro"                         |
| 2010–2011 | TVI             | Sedução                     | Danilo Mascarenhas             |                                                  |
| 2011–2012 | TV Globo        | Fina Estampa                | Guaracy Martins                |                                                  |
| 2012–2013 | TV Globo        | Guerra dos Sexos            | Fábio Marino                   |                                                  |
| 2013      | TV Globo        | Didi, o Peregrino           | Carlos Eduardo (Cacá)          | Especial de fim de ano                           |
| 2014–2015 | TV Globo        | Império                     | Orville Neto                   |                                                  |
| 2015–2016 | TV Globo        | Totalmente Demais           | Erondino de Souza (Dino)       |                                                  |
| 2017      | TV Globo        | Novo Mundo                  | General Jorge Avilez de Sousa  |                                                  |
| 2017      | GNT             | Os Homens São de Marte      | Pedro                          |                                                  |
| 2018      | TV Globo        | Se Eu Fechar os Olhos Agora | Açougueiro Joel Dias           |                                                  |
| 2018–2019 | TV Globo        | O Sétimo Guardião           | Dr. José Aranha Filho (Aranha) |                                                  |
| 2019–2020 | TV Globo        | Éramos Seis                 | Felício de Souza               |                                                  |
| 2021      | SIC             | Amor Amor                   | Bruno Ribeiro                  | Antagonista na 1.ª temporada                     |
| 2022      | RTP1            | A Rainha e a Bastarda       | Lopo Aires Teles               |                                                  |
| 2023      | Star+           | Dois Tempos                 | Maurício                       |                                                  |
| 2023–2024 | TV Globo        | Terra e Paixão              | Vinícius Carvana               |                                                  |
| 2024–2025 | TV Globo        | Mania de Você               | Volney                         |                                                  |
| 2025      | TVI/Prime Video | Ninguém como Tu             | Pedro Paredes da Silva         |                                                  |

## Prêmios e indicações
| Ano  | Prêmio                | Categoria                                    | Indicação        | Resultado | Ref. |
| ---- | --------------------- | -------------------------------------------- | ---------------- | --------- | ---- |
| 2010 | Troféus TV 7 Dias     | Melhor Actor de Elenco Telenovela            | Perfeito Coração | Indicado  |      |
| 2011 | Melhores do Ano       | Melhor Ator Revelação                        | Fina Estampa     | Indicado  |      |
| 2012 | Prêmio Contigo! de TV | Revelação da TV                              | Fina Estampa     | Indicado  |      |
| 2013 | CinEuphoria Awards    | Best Supporting Actor - National Competition | Noiva Precisa-se | Venceu    |      |